# Saint-Jacques (Nuevo Brunswick)
Saint-Jacques es una parroquia canadiense situada en la provincia de Nuevo Brunswick.

## Superficie
Saint-Jacques tiene una superficie de 298,44 km².

## Demografía
En 2021, tenía 1652 habitantes, una densidad poblacional de 5,5 hab./km², y 755 viviendas.